# EchoStar VI
EchoStar VI или EchoStar 6 также известный как BermudaSat 1  — геостационарный спутник связи, принадлежащий сначала американскому спутниковому оператору, компании EchoStar Corporation, а затем был передан под контроль бермудской организации Ofcom. Это первый спутник Бермудских островов. Основная задача — передача цифрового телевидения и интернета.

## История
Спутник был изготовлен компанией Space Systems/Loral по заказу MCI Communications и должен был называться Sky 1B или MCI-2. Позже заказ был отменён.
14 июля 2000 года с космодрома мыс Канаверал ракетой-носителем Атлас-2 спутник был выведен на целевую геостационарную орбиту на широте 73° западной долготы.
В марте и августе 2010 года в солнечных батареях возникли сбои и 24 из 108 солнечных элементов были потеряны. Снижение мощности привело к ограничению работы транспондеров. Из 32 могли работать только 24.
После окончания 12 летнего срока службы в апреле 2013 года спутник сдан в аренду Бермудским островам и перемещён на широту 96,2° западной долготы. Став первым бермудским спутником, он изменил название на BermudaSat 1.

## Конструкция
Аппарат построен на стандартной платформе LS-1300. Спутник имеет массу 3700 кг, 3 коммуникационные антенны две диаметром 2,4 метра для передачи, одна диаметром 1,2 метра для приёма и несёт 32 транспондера DBS Ka-диапазона мощностью примерно 125 Вт с возможностью переключения на 16 транспондеров на 250 Вт.